# Filipendula angustiloba
Filipendula angustiloba är en rosväxtart som först beskrevs av Porphir Kiril Nicolai Stepanowitsch Turczaninow, och fick sitt nu gällande namn av Carl Maximowicz. Filipendula angustiloba ingår i släktet älggrässläktet, och familjen rosväxter. Inga underarter finns listade i Catalogue of Life.